# Amphitheatre
Pour les articles homonymes, voir Amphithéâtre (homonymie).
Amphitheatre (291 habitants) est un hameau de l'État de Victoria, en Australie. Il est situé sur la route « The Pyrenees Highway », dans le comté des Pyrenees, à 13 km au sud-ouest d'Avoca et à 154 km au nord-ouest de Melbourne. Sa population s'élevait à 291 habitants en 2006.
À l'origine, le village était situé plus au sud que son emplacement actuel, dans un amphithéâtre naturel qui a donné son nom au village. À la fin de la ruée vers l'or, à la fin des années 1800, le village fut rapproché de la grande route. Il reste comme seul souvenir du premier village une plaque fixée sur les lieux.